# Ted Lewis (bokser)
Ted Lewis, pseud. Kid, pierw. Gershon Mendeloff (ur. 24 października 1894 w Londynie, zm. 20 października 1970 tamże) – angielski bokser, zawodowy mistrz świata kategorii półśredniej.

## Życiorys
Data urodzin Lewisa nie jest pewna. Niektóre źródła podają, że urodził się 28 października 1893, a inne, że 24 października 1894. Był jednym z ośmiorga dzieci ubogich żydowskich imigrantów z Rosji. Wychował się w biedzie. Jako młody chłopiec brał udział w licznych bójkach ulicznych. Później zaczął trenować boks w Judean Athletic Club w Londynie. Pierwszą walkę zawodową stoczył w 1909. Przybrał wówczas pseudonim Kid Lewis (imię Ted przyjął później, gdy walczył w Stanach Zjednoczonych).
6 października 1913 w Londynie zdobył wakujące tytuły mistrza Europy i Wielkiej Brytanii w wadze piórkowej, po zwycięstwie przez techniczny nokaut nad Alekiem Lambertem. Obronił tytuł europejski wygrywając 2 lutego 1914 w Londynie z Paulem Tilem. Potem wyruszył na pięściarskie tournée do Australii (w 1914) i do USA (w 1915).

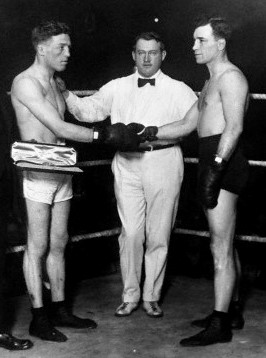
Lewis (z lewej) i Jack Britton

26 marca 1915 stoczył walkę no decision z Jackiem Brittonem, którą zdaniem prasy przegrał. Był to pierwszy z 20 pojedynków pięściarskich między tymi bokserami, które trwały do 1921. 31 sierpnia 1915 w Bostonie pokonał Brittona na punkty i zdobył tytuł zawodowego mistrza świata w wadze półśredniej. Zwyciężył również w walce rewanżowej 28 września tego roku. W obronie tytułu pokonał m.in. Joego Mandota i stoczył walki no decision z Williem Ritchiem, Kidem Gravesem, dwukrotnie z Brittonem i z Lockportem Jimmym Duffym, a także pokonał na punkty Harry’ego Stone’a. Stracił tytuł przegrywając na punkty z Brittonem 24 kwietnia 1916 w Nowym Orleanie. 18 maja tego roku Lewis stoczył walkę no decision z mistrzem świata wagi średniej Mikiem Gibbonsem.
Po sześciu kolejnych walkach no decision z Brittonem Lewis odzyskał tytuł mistrza świata wagi półśredniej wygrywając z nim na punkty 25 czerwca 1917 w Dayton. Po serii pojedynków no decision Lewis stracił ten pas znowu na rzecz Brittona, który go znokautował w 9. rundzie 17 marca 1919 w Canton. 1 września tego roku spróbował odebrać mistrzostwo w wadze średniej od Mike’a O’Dowda, ale bez powodzenia.
Pod koniec 1919 Lewis powrócił do Europy. Zdobył tytuł mistrza Wielkiej Brytanii w wadze średniej w marcu 1920 oraz tytuł mistrza Europy w wadze półśredniej 9 czerwca 1920 w Londynie, po wygranej przed czasem z Johnnym Bashamem, którego pokonał w walce rewanżowej przez nokaut w 19. rundzie 19 listopada tego roku. Zrezygnował z tego pasa już w następnym miesiącu. 7 lutego 1921 w Madison Square Garden w Nowym Jorku spróbował odebrać tytuł mistrza świata w wadze półśredniej Brittonowi, ale przegrał z nim na punkty. 10 października 1921 Lewis został zawodowym mistrzem Europy w wadze średniej, po wygraniu przed czasem z Johnnym Bashamem.
11 maja 1922 w Londynie zmierzył się w walce o pas zawodowego mistrza wagi półciężkiej z Georges’em Carpentierem. Gdy w 1. rundzie chciał zwrócić uwagę sędziemu na nieczyste jego zdaniem zachowanie się Francuza w zwarciu, został znokautowany przez Carpentiera. Później Lewis pokonał w obronie pasa mistrza Europy w wadze średniej Rolanda Todda, ale przegrał z nim w rewanżu 15 lutego 1923. 3 lipca 1924 został mistrzem Europy wagi półśredniej po zwycięstwie nad Johnnym Brownem, ale utracił ten tytuł w następnej walce z Tommym Milliganem. Kontynuował karierę do 1929, kiedy to pokonał Johnny’ego Bashama.
Jako pierwszy bokser używał ochraniacza zębów.
Został wybrany w 1992 do Międzynarodowej Bokserskiej Galerii Sławy.